# قوائم فرق بطولة أمم أوروبا 1976
القوائم التالية هي قوائم الفرق المشاركة في بطولة أمم أوروبا 1976 في يوغسلافيا التي أقيمت من 16 يونيو إلى 20 يونيو 1976.

## منتخب تشيكوسلوفاكيا لكرة القدم
مدرب الفريق : فاتسلاف ييزيك
1. إيفو فيكتور
2. كارول دوبياس
3. جوزيف كابكوفيتش
4. أنتون أوندروس
5. يان بيفارنيك
6. لاديسلاف يوركميك
7. أنتونين بانينكا
8. جوزيف مودير
9. ياروسلاف بولاك
10. ماريان ماسني
11. زيدنيك نيهودا
12. كولومان غوغ
13. جوزيف بارموس
14. بافول بيروش
15. دوشان هيردا
16. فرانتيسك فيسلي
17. يان زفيهليك
18. دوشان غاليس
19. لاديسلاف بيتراس
20. فرانتيسيك ستامباتشر
21. بريمسل بيكوفيسكي
22. أليكساندر فينسل

## منتخب هولندا لكرة القدم
مدرب الفريق : جورج نوبل
1. بيت شريفرز
2. ويم سوربيير
3. ويم ريسبيرغن
4. أدري فان كراي
5. رود كرول
6. يوهان نيسكينز
7. ويم يانسن
8. جوني ريب
9. يوهان كرويف
10. ويلي فان دي كركوف
11. روب رينسينبرينك
12. ويم فان هانيغيم
13. رود غيلز
14. جان بيترس
15. ريني فان دي كركوف
16. بيتر أرنتز
17. جان رويتر
18. جان يونغبلويد
19. كيس كيست
20. ويم موتستيغ

## منتخب ألمانيا الغربية لكرة القدم
مدرب الفريق : هيلموت ستشون
1. سيب ماير
2. بيرتي فوغتس
3. بيرنارد ديتز
4. هانز جورج شوارزينبيك
5. فرانز بكنباور
6. هربرت فيمر
7. راينر بونهوف
8. أولي هونيس
9. دييتر مولر
10. إريتش بير
11. بيرند هولسنباين
12. رونالد فورم
13. ديتمار دانر
14. هانز بونغارتز
15. هاينس فلوه
16. بيتر نوغلي
17. مانفريد كالتز
18. رودي كارغوس

## منتخب يوغسلافيا لكرة القدم
مدرب الفريق : أنتي ملادينيتش
1. أوغنجين بيتروفيتش
2. إيفان بوليان
3. إنفير هادزيابديتش
4. درازين موزينيتش
5. جوسيب كاتالينسكي
6. إيفيكا سورياك
7. دانيلو بوبيفودا
8. برانكو أوبلاك
9. جوفان أسيموفيتش
10. يوريكا يركوفيتش
11. دراغان دزاجيتش
12. إنفير ماريتش
13. وحيد خليلوفيتش
14. إدهيم سلييفو
15. فرانيو فلاديتش
16. مومسيلو فوكوتيتش
17. سلافيسا زونغول
18. لوكا برزوفيتش